# André Certes
André Certes est un acteur français, né le 30 novembre 1909 à Bagnolet et mort le 2 septembre 1989 à Vitry-sur-Seine.
Fondateur de la Compagnie des jeunes comédiens associée, en 1938, puis directeur du Théâtre Pigalle et du Théâtre du Vieux-Colombier (Le Monde).

## Filmographie
- 1934 : L'assassin est parmi nous de Jacques de Casembroot (moyen métrage)
- 1935 : Meutes et kangourous de René Delacroix (moyen métrage)
- 1939 : La Famille Duraton de Christian Stengel : Georges Massard
- 1939 : Le Monde en armes de Jean Oser
- 1946 : Bâtir pour l'homme de Maurice Labro (moyen métrage)
- 1959 : Les Tripes au soleil de Claude Bernard-Aubert
- 1959 : Austerlitz d'Abel Gance
- 1959 : Le Testament du docteur Cordelier de Jean Renoir
- 1960 : La Morte-Saison des amours de Pierre Kast
- 1960 : Le Pavé de Paris d'Henri Decoin
- 1960 : En votre âme et conscience :  La Chambre 32 de Claude Barma
- 1961 : L'Affaire Nina B. de Robert Siodmak
- 1961 : Le Bateau d'Émile de Denys de La Patellière
- 1962 : L'Aîné des Ferchaux de Jean-Pierre Melville
- 1962 : La Baie des Anges de Jacques Demy
- 1962 : Fumée, histoire et fantaisie de François Villiers et Édouard Berne (court métrage)
- 1963 : L'inspecteur Leclerc enquête  de Serge Friedman, épisode : knock-out, (série télévisée)
- 1965 : La Dame de pique de Léonard Keigel
- 1965 : Paris au mois d'août de Pierre Granier-Deferre

## Théâtre
- 1934 : Sainte Jeanne de George Bernard Shaw, mise en scène Georges Pitoëff, Théâtre des Mathurins
- 1935 : Ce soir on improvise de Luigi Pirandello, mise en scène Georges Pitoëff, Théâtre des Mathurins
- 1943 : Feu du ciel opérette de Jean Tranchant, Théâtre Pigalle
- 1945 : L'Autre Aventure de Marcel Haedrich, mise en scène Jacques Erwin, Théâtre l'Apollo
- 1946 : Vire-vent de Pierre Rocher, mise en scène André Certes,   Théâtre Moncey